# Кокколитофориды
Кокколитофориды (от др.-греч. κόκκος ‘зернышко’, λίθος ‘камень’, φορέω ‘ношу’) — группа одноклеточных планктонных гаптофитовых водорослей, образующих на поверхности известковые пластинки — кокколиты. Кокколитофориды составляют существенную (до 98 %) часть нанопланктона, а их известковые скелеты, входящие в состав донных отложений, часто используются для определения возраста горных пород. Играют важную роль в биогеохимии океана, вызывают цветения вод в полярных широтах (особенно в Баренцевом море) и в Чёрном море. Кокколитофоры являются одними из основных известняк-продуцирующих организмов в Мировом океане, наряду с фораминиферами. Эти водоросли участвуют в обмене углерода между океаном и атмосферой, и являются важным звеном поглощения неорганического углерода из атмосферы.

## Структура
Кокколитофориды представляют собой сферическую клетку диаметром 5-100 микрометров, окружённую известковыми пластинками, называемыми кокколитами, диаметром 2-25 микрометров. Каждая клетка содержит два хлоропласта, находящиеся вокруг ядра.

### Экзоскелет(коккосфера)
Каждая клетка покрыта экзоскелетом, состоящим из слоя кокколитов. Они создаются внутри клетки, и в то время как некоторые виды сохраняют один слой на протяжении всей жизни, производя новые кокколиты только по мере роста клетки, другие постоянно производят и сбрасывают кокколиты.

#### Состав
Основным компонентом кокколитов является карбонат кальция. Он прозрачен, поэтому фотосинтетическая активность организмов не нарушается.

#### Формирование
Кокколиты образуются в результате процесса биоминерализации, называемого кокколитогенезом. Как правило, кальцификация кокколитов происходит в присутствии света. Хотя процесс биоминерализации еще не полностью изучен, он жестко регулируется кальциевой сигнализацией. Образование кальцита начинается в комплексе Гольджи, где белки зарождают образование кристаллов CaCO3, а сложные кислотные полисахариды контролируют форму и рост этих кристаллов. По мере производства каждой чешуйки, они экспортируются в везикулу аппарата Гольджи и добавляются к внутренней поверхности коккосферы. В зависимости от стадии жизненного цикла могут образовываться два различных типа кокколитов. Голококколиты образуются только в гаплоидной фазе, лишены радиальной симметрии и состоят из сотен или тысяч мельчайших (около 0,1 мкм) ромбических кристаллов кальцита. Считается, что эти кристаллы частично формируются вне клетки. Гетерококколиты встречаются только в диплоидной фазе, имеют радиальную симметрию и состоят из относительно небольшого числа сложных кристаллических частиц (менее 100). Комбинированные коккосферы, содержащие как голококколиты, так и гетерококколиты, наблюдаются в клетках переходной стадии жизненного цикла кокколитофоров. Коккосферы некоторых видов сильно модифицированы различными отростками, состоящими из специализированных кокколитов.

#### Функция
Хотя точная функция коккосферы неясна, были предложены несколько вероятных функций. Наиболее очевидно, что кокколиты защищают клетку от хищников. Также кокколиты поддерживают стабильный рН. В процессе фотосинтеза углекислый газ удаляется из воды, делая ее более щелочной. Кальцификация также удаляет углекислый газ, но последующие химические реакции приводят к тому, что среда наоборот становится более кислой. Таким образом, сочетание фотосинтеза и кальцификации выравнивает друг друга в отношении изменений рН. Кроме того, экзоскелет даёт преимущество в производстве энергии, поскольку кокколитогенез тесно связан с фотосинтезом. Органическое осаждение карбоната кальция из бикарбонатного раствора производит свободный углекислый газ непосредственно в клеточном теле водоросли, и этот дополнительный источник газа доступен клетке для фотосинтеза. Есть предположение, что экзоскелет служит барьером, подобным клеточной стенке, для изоляции внутренней среды клетки. Более специфические защитные функции экзоскелета могут включать защиту от изменений осмотического давления, химических или механических повреждений и коротковолнового света. Было также высказано предположение, что вес нескольких слоев кокколитов позволяет клетке погружаться в более низкие, более богатые питательными веществами слои воды и, наоборот, что кокколиты добавляют плавучесть, останавливая клетку от погружения на опасные глубины.

### Клеточная анатомия
В каждой коккосфере заключена отдельная клетка с мембраносвязанными органеллами. Два больших хлоропласта с коричневым пигментом расположены по обе стороны клетки и окружают ядро, митохондрии, аппарат Гольджи, эндоплазматический ретикулум и другие органеллы. Каждая клетка также имеет две жгутиковые структуры, которые служат не только для движения, но участвуют в митозе и в формировании цитоскелета. У некоторых видов также присутствует функциональная или рудиментарная гаптонема. Этот уникальный для протистов вырост скручивается и раскручивается ответ на внешние раздражители. Несмотря на то, что гаптонема плохо изучена, считается, что её роль состоит в захвате добычи.

## Значение в глобальном изменении климата

### Влияние на цикл углерода
Кокколитофоры оказывают как долгосрочное, так и краткосрочное воздействие на углеродный цикл. Создание экзоскелета из кокколитов требует поглощения растворенного углерода и кальция. Карбонат кальция и углекислый газ образуются из кальция и бикарбоната в результате следующей химической реакции:
Ca2+ + 2HCO3− ⇌ CaCO3 + CO2 + H2O.
Поскольку кокколитофориды являются фотосинтетическими организмами, они способны использовать для фотосинтеза часть CO2, выделяющегося в реакции кальцификации.
Однако, образование карбоната кальция приводит к снижению поверхностной щелочности океана, и в таких условиях CO2 выбрасывается обратно в атмосферу. Исследователи заявляют, что частое цветение кокколитофоридов может способствовать глобальному потеплению в краткосрочной перспективе. Более широко распространенная идея гласит, что в долгосрочной перспективе кокколитофориды способствуют общему снижению концентрации CO2 в атмосфере. Во время кальцификации поглощаются два атома углерода, и один из них входит в состав карбоната кальция. Этот карбонат кальция опускается на дно океана в виде кокколитов и становится частью осадочных пород. Таким образом, кокколитофориды поглощают часть выброшенного углерода, уменьшая количество парниковых газов в атмосфере.

### Эволюционные реакции на закисление океана
Исследования также показывают, что закисление океана из-за увеличения концентрации CO2 в атмосфере может повлиять на механизм кальцификации кокколитофоридов. Это может не только повлиять на увеличение популяции или производство кокколитов, но также может вызвать эволюционную адаптацию в течение более длительных периодов времени. К примеру, кокколитофориды используют Н+ ионные каналы, чтобы откачивать Н+ ионы из клетки во время производства кокколитов. Это позволяет им избежать ацидоза, так как в противном случае производство кокколитов привело бы к токсическому избытку ионов Н+. Когда функция этих ионных каналов нарушается, кокколитофоры останавливают процесс кальцификации, чтобы избежать ацидоза. Низкая щелочность океана ухудшает функцию ионных каналов и делает кокколитофориды уязвимыми для закисления океана. В 2008 году, полевые данные, свидетельствующие об увеличении кальцификации новообразованных океанических отложений, содержащих кокколитофориды, подкрепили первые в истории экспериментальные данные, свидетельствующие о том, что увеличение концентрации CO2 в океане приводит к увеличению кальцификации этих организмов. Уменьшение массы кокколитов связано как с увеличением концентрации CO2, так и с уменьшением концентрации CO32– в Мировом океане. Однако, некоторые виды, такие как Calcidiscus leptoporus, не подвержены такому воздействию, в то время как наиболее распространенный вид кокколитофоридов, E. huxleyi, может быть поражен (результаты исследований неоднозначны). Кроме того, в условиях низкой насыщенности CaCO3, вопреки прогнозам, были обнаружены сильно кальцинированные кокколитофориды. Понимание влияния закисления океана на виды кокколитофоридов необходимо для прогнозирования будущего химического состава океана, в частности его углеродного состава.

### Влияние на палеонтологическую летопись
Особый интерес представляют окаменелости, датируемые палеоцен-эоценовым термическим максимумом. Считается, что 55 миллионов лет назад уровень содержащегося в океане CO2, наиболее соответствует текущим показателям.